# Neorize
Neorize [nˈiːo͡ʊɹˌa͡ɪz] (Kunstwort aus neo und rize für neu, erneuert und aufsteigen, sich erheben) ist eine deutsche Heavy-Metal-Band aus Dortmund.

## Geschichte
Neorize wurde 2013 von Bassist Danij und Schlagzeuger Hazz in Dortmund gegründet. Für ihr Bandprojekt konnten sie den befreundeten Gitarristen Öx von „The Coming Men“ begeistern, der zunehmend zur treibenden Kraft hinter dem Projekt wurde.
Durch die vielen Live-Auftritte in verschiedensten Jugendzentren wie auf der „Metalnight“ in Selm und in Clubs u. a. in Köln, Bremen oder der Zeche Bochum und Online-Radio-Plays, erlangte die Band überregionale Aufmerksamkeit. Es folgten Artikel in Lokalzeitungen, sowie Interviews und Reviews in Magazinen wie Orkus und dem Metal Hammer.
Auftritte hatten die Newcomer 2014 beim „Metal on Moni“ auf der „Santa Monika III“ sowie 2015 auf Festivals wie dem Ruhr Flair Open Air Festival auf den Ruhrwiesen in Schwerte und auf dem kleinLAUT Festival in der Zeche Radbord in Hamm, wo sie beim Bandvoting auf Platz 6 von 27 Bands gewählt worden sind.

## Stil
Neorize kann nicht eindeutig einem der existierenden Genres zugeordnet werden. Ihre Musik ist inspiriert von Bands wie System of a Down und Pantera sowie von Musikern wie Joe Cocker und Paul McCartney. Sie nutzen Elemente aus dem Thrash Metal, Alternative Metal, Alternative Rock, Nu Metal sowie Rap und Hip-Hop. Als „Progressive Crossover“ bezeichnet, passen ihre eklektizistischen Kompositionen in keine der gängigen Schubladen, ihr Stil ist „nicht Fisch nicht Fleisch“.

## Diskografie
Alben
- 2014: We the 99 (CD bei Hey!Band; BoomBoxStudio, Lünen)[19]

Kompilationsbeiträge
- 2016: Biogenetical Embrace auf Virus World Radio – Best of Germany's Next Top Band Vol. 1[20]

## Trivia
Die Band zeigt sich mit leicht individualisierten Guy-Fawkes-Masken als Symbol für den Aufstand und in Anlehnung an den Graphic Novel von Alan Moore und David Lloyd V wie Vendetta und das Anonymous. Die Individualisierung ihrer Masken sollte zeigen, wir sind Teil einer Masse, aber hinter jeder Maske steht auch ein Individuum.
Während der Arbeiten an ihrem zweiten Album SmartNewSpeak, starb der Gitarrist und Songwriter Öx im Dezember 2021 an COVID-19.